# Districtul Khaen Dong
Khaen Dong (în thailandeză แคนดง) este un district (Amphoe) din provincia Buriram, Thailanda, cu o populație de 31.908 locuitori și o suprafață de 298,0 km².

## Componență
Districtul este subdivizat în 4 subdistricte (tambon), care sunt subdivizate în 61 de sate (muban).
| Nr. | Nume        | În thailandeză | Sate | Locuitori |  |
| --- | ----------- | -------------- | ---- | --------- |  |
| 1.  | Khaen Dong  | แคนดง          | 25   | 11,990    |  |
| 2.  | Dong Phlong | ดงพลอง         | 13   | 6,603     |  |
| 3.  | Sa Bua      | สระบัว          | 12   | 5,921     |  |
| 4.  | Hua Fai     | หัวฝาย          | 11   | 7,394     |  |